# Kutlug Timur-minaret

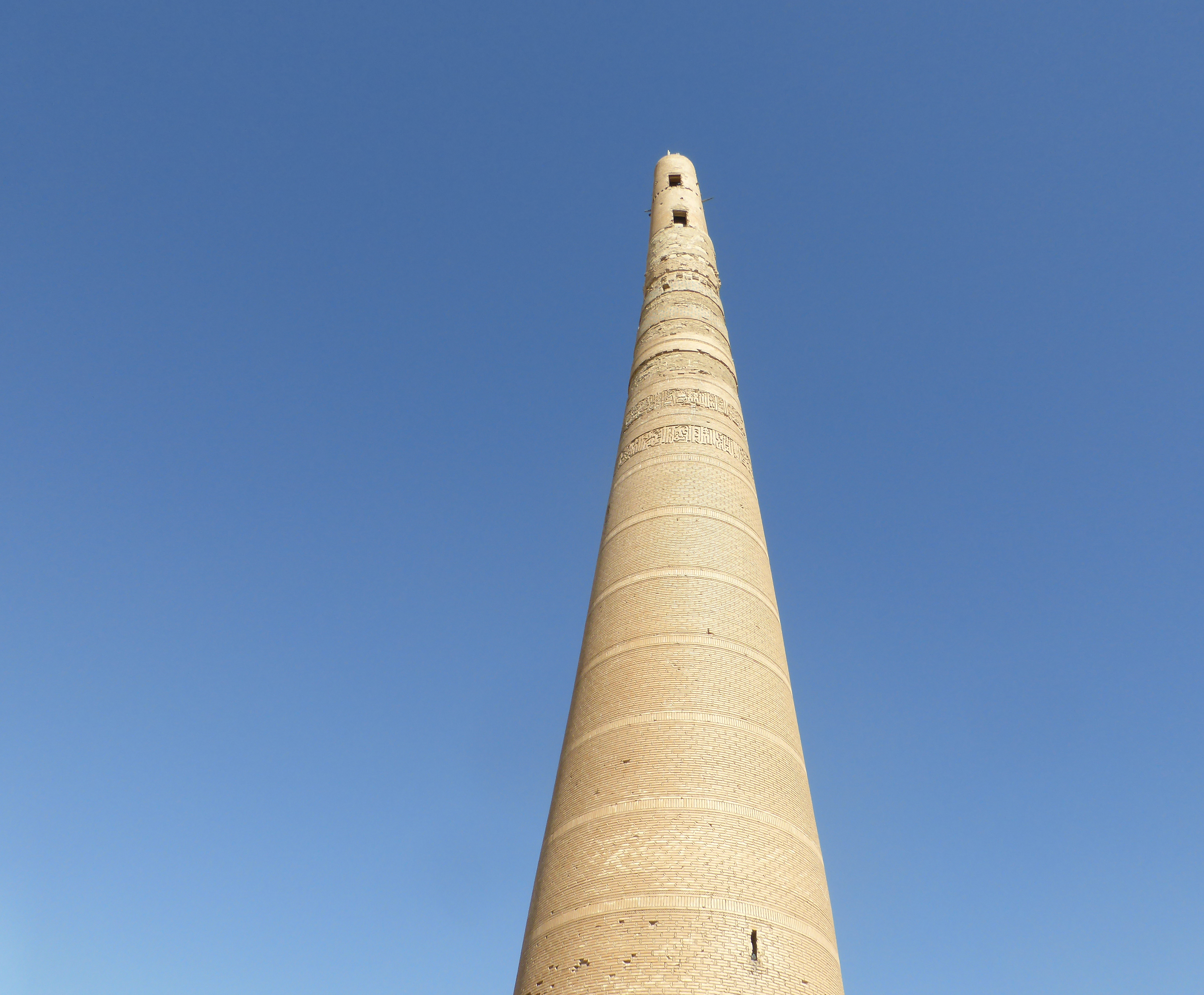
De Kutlug Timur-minaret met een hemelblauwe achtergrond.

De Kutlug Timur-minaret (of minaret van Temür Qutlugh) is een minaret in de Turkmeense plaats Kunya-Urgench. Hij werd gebouwd in 1011 tijdens de heerschappij van de Turkse Chorasmidische dynastie. De hoogte van de minaret is 60 meter, met een diameter van 12 meter aan de basis en 2 meter aan de bovenkant. In 2005 werden de ruïnes van Urganch, waar de minaret zich bevindt, opgenomen op de UNESCO-lijst van werelderfgoedlocaties.
De Kutlug Timur-minaret behoort tot een groep van ongeveer 60 minaretten en torens die tussen de 11e en de 13e eeuw zijn gebouwd in Centraal-Azië, Iran en Afghanistan, waaronder de minaret van Jam.
Op basis van het decoratieve metselwerk, inclusief Koefische inscripties, wordt gedacht dat de minaret een eerdere constructie is, maar rond 1330 door Qutlugh is gerestaureerd.